# Brém Ferenc
Brém Ferenc (Úrkút, 1927. január 28. – Tatabánya, 1988. szeptember 30.) magyar szobrászművész.

## Életpályája
1929-ben szüleivel Tatabányára költözött. 1947-től tagja volt a tatabányai Bányász Képzőművészkör szobrászcsoportjának. 1950-ig különböző munkakörökben fizikai dolgozó volt. 1950–1956 között a Magyar Képzőművészeti Főiskola hallgatója volt; itt Mikus Sándor és Beck András oktatták. 1956-ban ismét Tatabányára került. 1956–1958 között önálló művészként alkotott. 1957-től a Rajzpedagógusok kiállításainak rendszeres résztvevője volt. 1958-tól Tatabányán rajztanár, vezetője volt a Bányász Művelődési Ház Képzőművészeti Szakkörének. 1964-től a Képzőművészeti Szövetség Észak-dunántúli Szervezete és a Komárom megyei, Tatabánya városi képzőművészeti és az országos tárlat résztvevője volt. 1971-ben részt vett a Győri Művésztelep munkájában. 1971-től alapítója és egyben tagja a „Jel” képző- és iparművészek csoportjának.
Tematikus skálája a közvetlen munkásábrázolástól a gondolati jellegű, szimbolikus megjelenésig ívelt; munkáinak fő erénye a humánum belső értékeinek érzékeltetése, kifinomult kifejezése. Köztéri problémákkal is foglalkozott.

## Köztéri művei

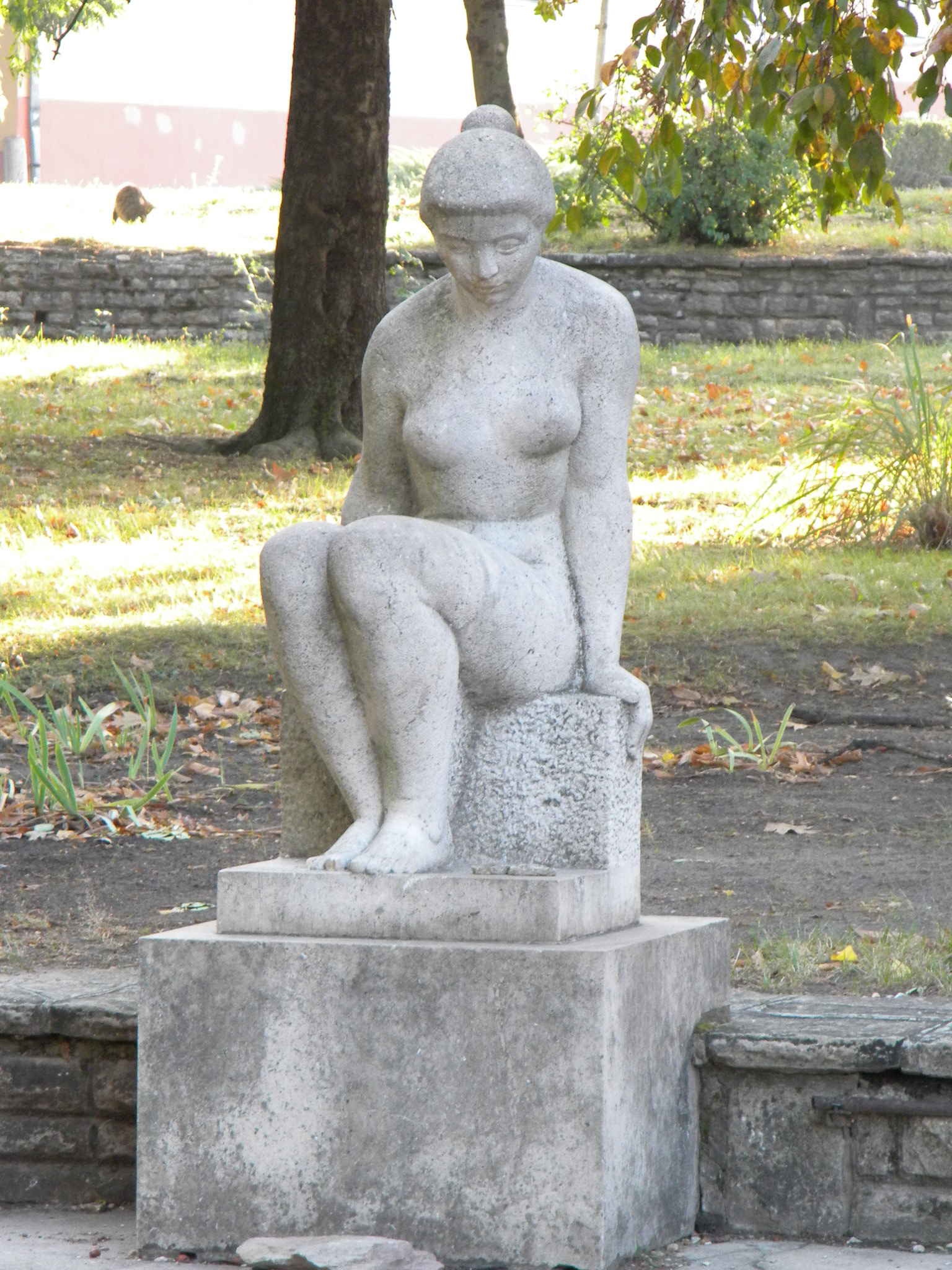
Vízbe néző lány (Tata, 1965)

- Beethoven-dombormű (Martonvásár, 1957)
- Vízbe néző lány-Fiatal leány medencével (Tata, 1965)
- Eötvös József (Tata, 1966)
- József Attila (Tatabánya, 1967)
- Óvónő-Ülő nő (Tatabánya, 1975)
- Vízbelépő fiú-Kamasz fiú (Tatabánya, 1977)
- Figurális kompozíció (Kömlőd, 1978)
- Váci Mihály (Tatabánya, 1980)
- Törölköző nő-Térdelő lány (Balatongyörök, 1983)
- Meleg közelében I. (Tatabánya, 1985)
- Meleg közelében II. (Budapest, 1986)
- Bláthy Ottó Titusz emléktábla (Tata, 1987)
- Ságvári Endre (Oroszlány, 1988)
- Bárdos László (Tatabánya, 1988)

## Kiállításai
| - 1957, 1969, 1974, 1976, 1983 Tatabánya - 1969, 1974 Oroszlány - 1974, 1983 Zalaszentgrót - 1983 Mosonszentmiklós, Zalaegerszeg, Várpalota, Ajka, Úrkút, Padragkút - 1984 Badacsonytomaj - 1986 Baja - 1988 Hamburg | - 1962-1964 Budapest - 1976 Keszthely | - 1988, 2001 Tata - 1989 Budapest, Káptalantóti, Dorog - 1990 Oroszlány - 1991 Szokolya - 1995 Dad - 1996-1998, 2006-2007 Tatabánya - 2002 Keszthely - 2006 Dunaalmás, Almásfüzitő, Esztergom |

## Díjai
- Székely Bertalan-emlékérem (1971)
- Komárom Megye Művészeti Díja (1971)
- Tatabánya városért Emlékplakett
- Az Országos Béketanács Aranyjelvénye
- Tatabánya Városi Tanács I. díja

## Emlékezete
1997-ben, születésének 70. évfordulóján szülőházának és tatabányai otthonának falán is márványtábla lett elhelyezve.